# Taddea Malaspina
Taddea Malaspina (1505-1559)  est une aristocrate italienne. Elle est la maîtresse d'Alexandre de Médicis, duc de Florence, du début des années 1530 jusqu'à environ 1537 et est probablement la mère d'au moins deux de ses enfants, Giulio et Giulia de Médicis.

## Biographie
Taddea est la fille cadette d'Alberico Malaspina, marquis de Massa et Carrare, et de Lucrezia d'Este, qui n'ont pas de fils. Après la mort de leur père en 1519, sa sœur aînée Ricciarda (it) s'engage pour conserver ses titres en dépit de la loi salique, réussissant finalement, en 1529, à se faire investir suo jure des fiefs de Massa et Carrare par l'empereur Charles Quint. En 1520 elle épouse en secondes noces Lorenzo Cybo (it), le petit-fils du pape Innocent VIII et de Laurent de Médicis, même si leur mariage s'avère extrêmement troublé. Taddea, de son côté, épouse le 21 juin 1524 le comte Giovanni Battista Boiardo (it) di Scandiano . Le mariage n'est pas non plus sans difficultés ; en effet, Taddea fuit Scandiano et se réfugie une première fois à Ferrare, puis une seconde fois à Parme avant d'être finalement autorisée à rester seule à Reggio pendant un certain temps. Le duc Alphonse Ier d'Este lui-même doit intervenir, de sorte que Taddea finit par retourner auprès de son mari .
Après la mort de son époux le 15 février 1528, Taddea Malaspina vit avec sa sœur et sa mère à Florence et a plusieurs amants, dont Alexandre de Médicis ,. Elle est probablement la mère de Giulio et de Giulia de Médicis.

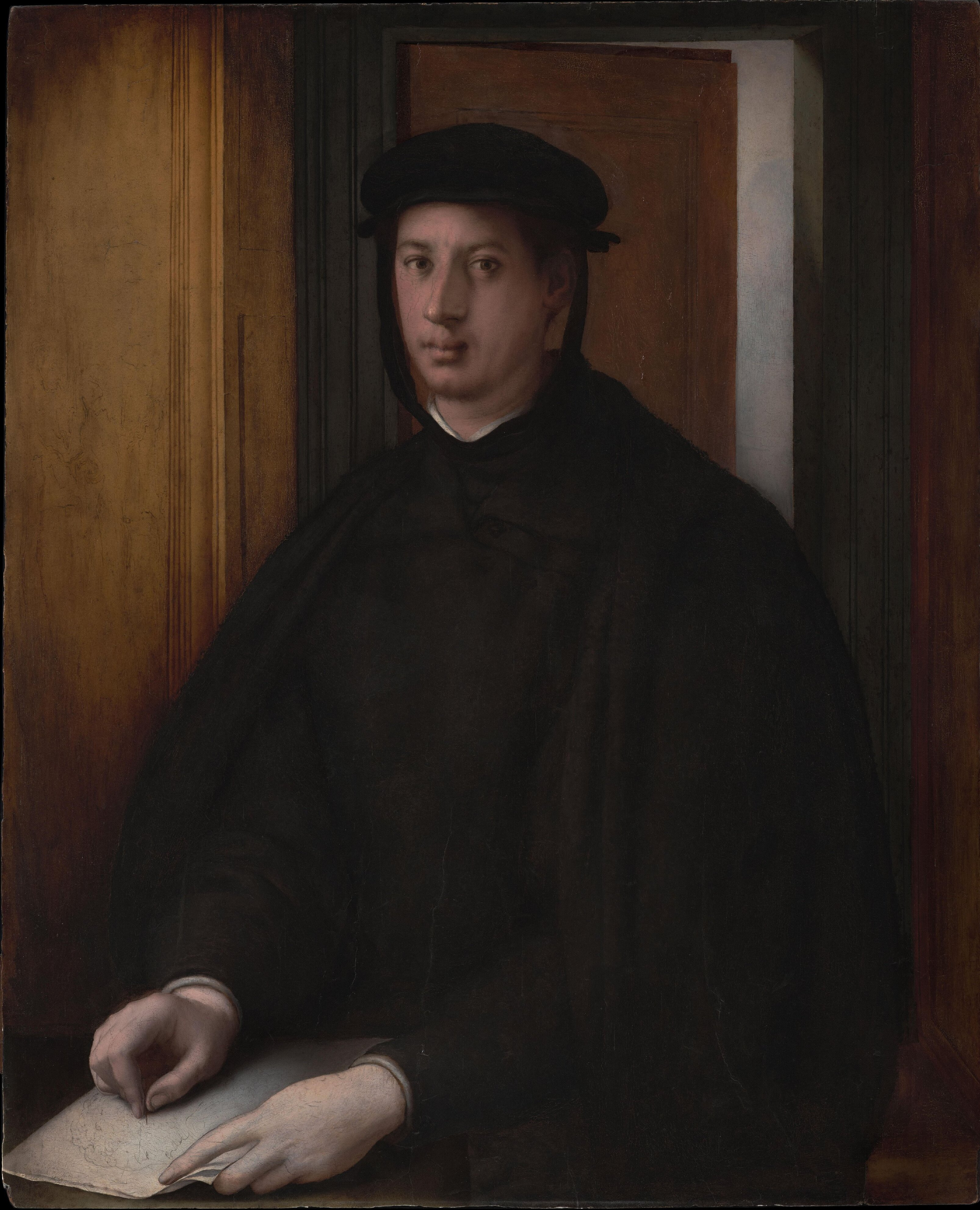
Portrait d'Alexandre de Médicis par Pontormo en 1934.

Dans un portrait d'Alexandre par Pontormo, daté d'environ 1534, le duc, vêtu de noir, dessine le profil d'une femme à la pointe d'argent, peut-être celui de sa maîtresse. Ce portrait est peut-être un cadeau pour Taddea Malaspina .
L'église de la Madonna del Carmine et le complexe monastique de Santa Chiara à Massa ont été construits sur ordre de Taddea Malaspina .